# Lavans-lès-Saint-Claude
Lavans-lès-Saint-Claude is een gemeente in het Franse departement Jura in de regio Bourgogne-Franche-Comté. De plaats maakt deel uit van het arrondissement Saint-Claude. Lavans-lès-Saint-Claude telde op 1 januari 2022 2.342 inwoners. 

## Geschiedenis
Op 1 januari 2016 fuseerde de toenmalige gemeente Lavans-lès-Saint-Claude met de gemeente Ponthoux tot een nieuwe gemeente, eveneens geheten Lavans-lès-Saint-Claude. Op 1 januari 2019 werd de op die datum opgeheven gemeente Pratz aan Lavans-lès-Saint-Claude toegevoegd.

## Geografie
De oppervlakte van Lavans-lès-Saint-Claude bedroeg op 1 januari 2022 23,68 vierkante kilometer; de bevolkingsdichtheid was toen 98,9 inwoners per km².

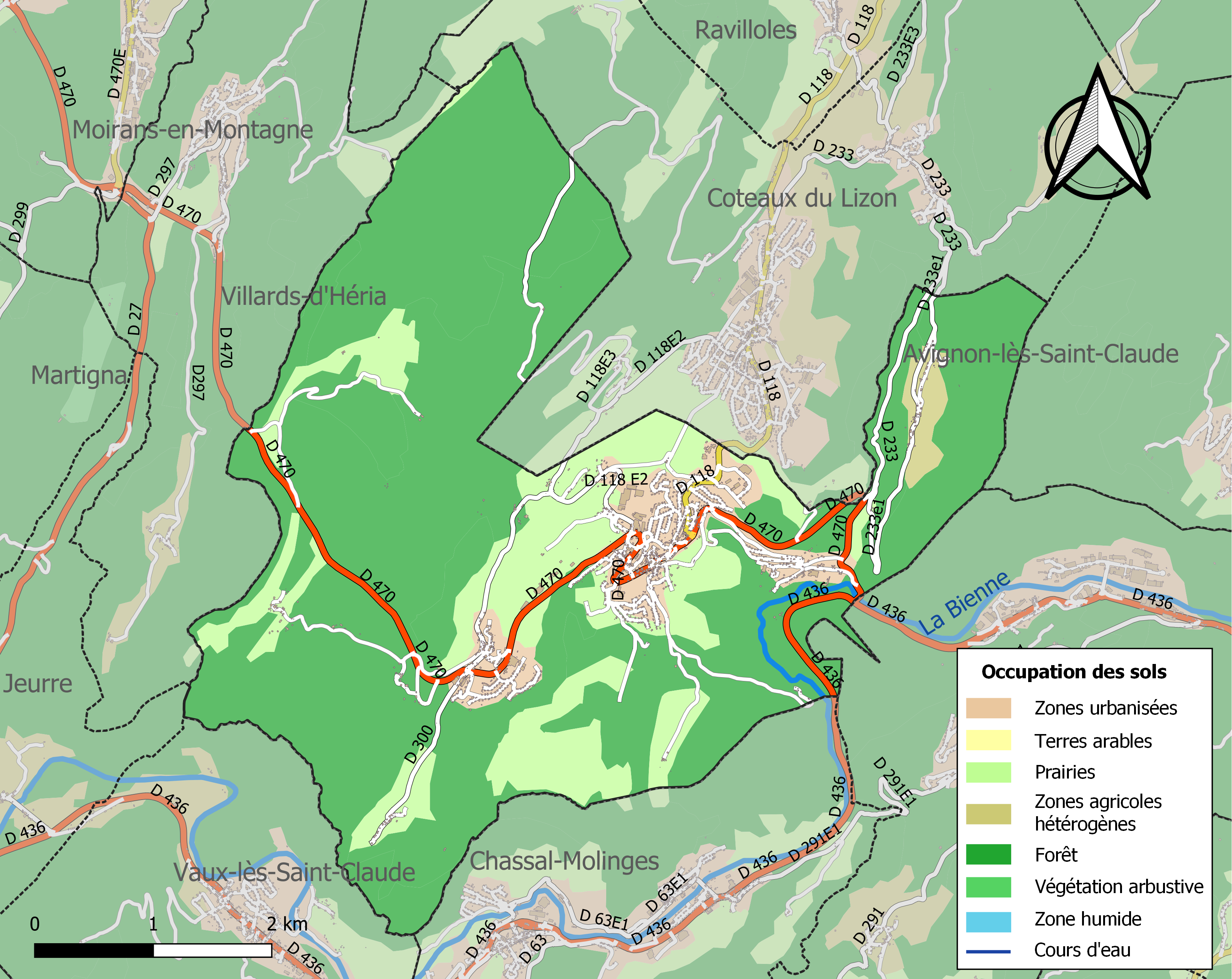
Kaart van de gemeente met de belangrijkste infrastructuur, bodemgebruik en omliggende gemeenten

## Demografie
Onderstaande figuur toont het verloop van het inwonertal.